# Lemurella culicifera
Lemurella culicifera là một loài thực vật có hoa trong họ Lan. Loài này được (Rchb.f.) H.Perrier mô tả khoa học đầu tiên năm 1941.